# Cause della guerra franco-prussiana
Le cause della guerra franco-prussiana riguardano gli eventi della politica estera tra le potenze continentali che condussero all'esplosione della guerra franco-prussiana nel luglio del 1870. Le dinamiche della storia europea connesse a tali sviluppi appartengono ad un periodo cronologico che riguarda gli anni cinquanta e sessanta del XIX secolo. Il Conte Otto von Bismarck, assieme all'imperatore Napoleone III possono ritenersi i protagonisti indiscussi della politica di quel tempo e i responsabili principali, attraverso il ruolo che detennero nell'influire sulla politica tra gli stati, dei fatti che condussero allo scoppio della guerra.

## I rapporti tra Francia e Prussia

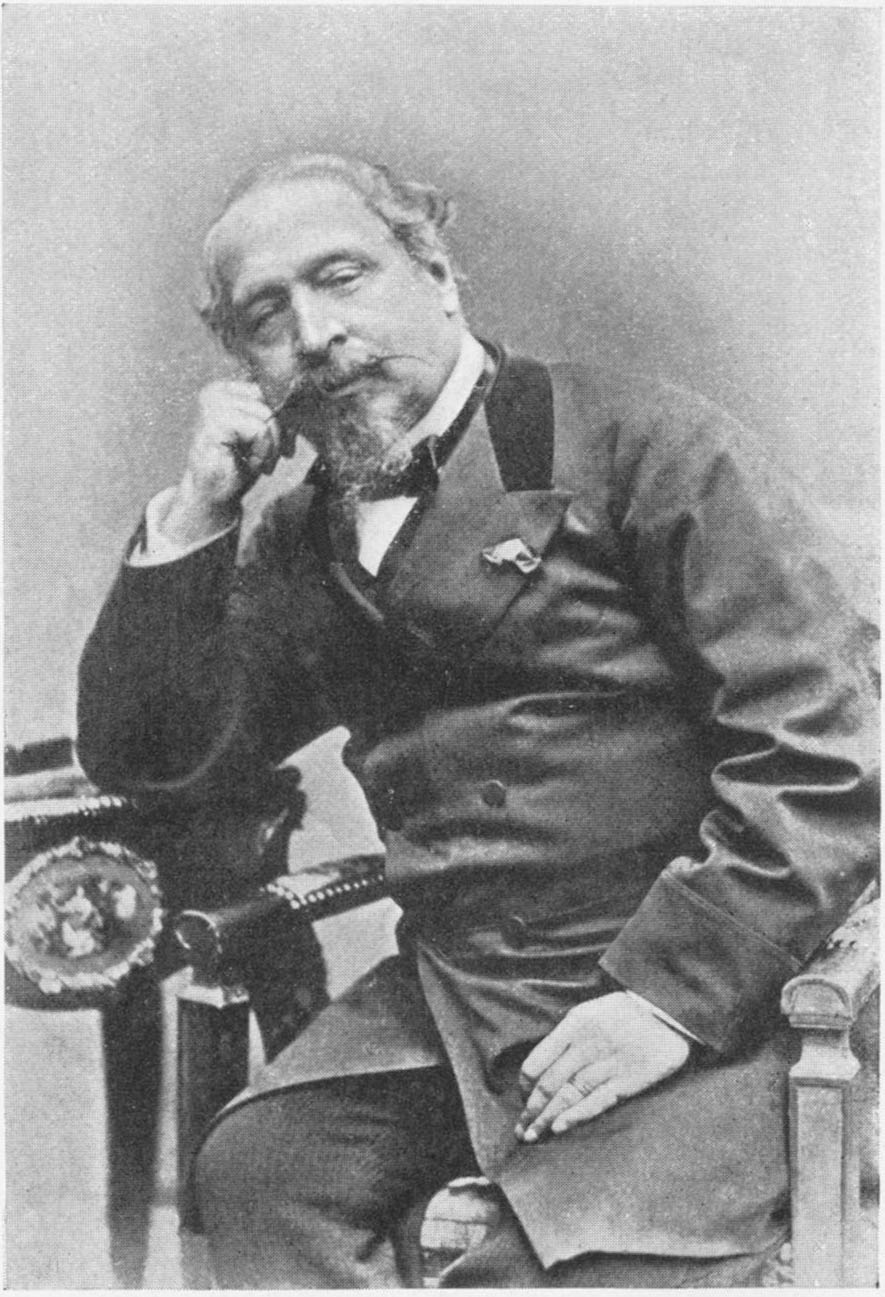
Napoleone III, Imperatore di Francia

Durante la guerra dello Schleswig Otto von Bismarck non aveva temuto l'intralcio francese nei suoi piani di fagocitazione dei ducati danesi, al centro della crisi del 1864. Alla vigilia del conflitto con l'Austria, Bismarck stava cercando di conquistarsi l'appoggio della Francia. Il cancelliere volle incontrare personalmente Napoleone III e lo fece a Biarritz nell'ottobre del 1865. Intenzione di Bismarck era evitare un'alleanza franco-austriaca, mentre l'imperatore voleva evitare un accordo tra Austria e Prussia che sottintendesse il mantenimento del Veneto per l'Austria. Napoleone rassicurò il primo ministro prussiano del fatto che un'alleanza con l'Austria fosse per lui irrealizzabile. La discussione si spostò su possibili acquisizioni territoriali che riguardassero la Prussia in Germania settentrionale e la Francia in Belgio e Lussemburgo. Il punto nodale della discussione riguardò però il Veneto. Fino a quando infatti esso fosse rimasto in mani austriache Napoleone non avrebbe potuto manifestare simpatie verso l'Austria.
Dopo che fu conclusa l'alleanza trimestrale tra Prussia e Italia l'8 aprile del 1866, Napoleone III inviò a Bismarck vaghe richieste di compenso sul Reno. Prima che scoppiasse la guerra contro l'Austria la Francia non esercitò pressioni sulla Prussia per evitare il conflitto, perché solo quest'ultimo avrebbe potuto svincolare il Veneto dal controllo austriaco. Alla fine, il 12 giugno l'Austria riuscì a conquistarsi la neutralità francese in seguito ad un accordo segreto con Napoleone, con la promessa che avrebbe ceduto il Veneto alla Francia qualora avesse ottenuto la vittoria e ottenendo la garanzia che un'annessione della Slesia sarebbe potuta passare senza eccezioni francesi. Dopo la guerra delle "sette settimane", Bismarck impose lo scioglimento della Confederazione tedesca, l'esclusione dell'Austria dagli affari in Germania e si assicurò il controllo degli stati a nord del Meno. I territori di Schleswig, Holstein, Hannover, Assia-Kassel, Nassau e la città di Francoforte sul Meno finirono in mano prussiana, mentre Berlino si apprestava a garantirsi il dominio di fatto di Sassonia, Assia-Darmstadt, Meclemburgo, dei ducati della Turingia e delle città libere di Amburgo, Lubecca e Brema (attraverso la loro riunione sotto l'influenza prussiana nella Confederazione Germanica del Nord). Bismarck concesse a Napoleone che per gli stati meridionali fosse mantenuta una condizione di "indipendenza".

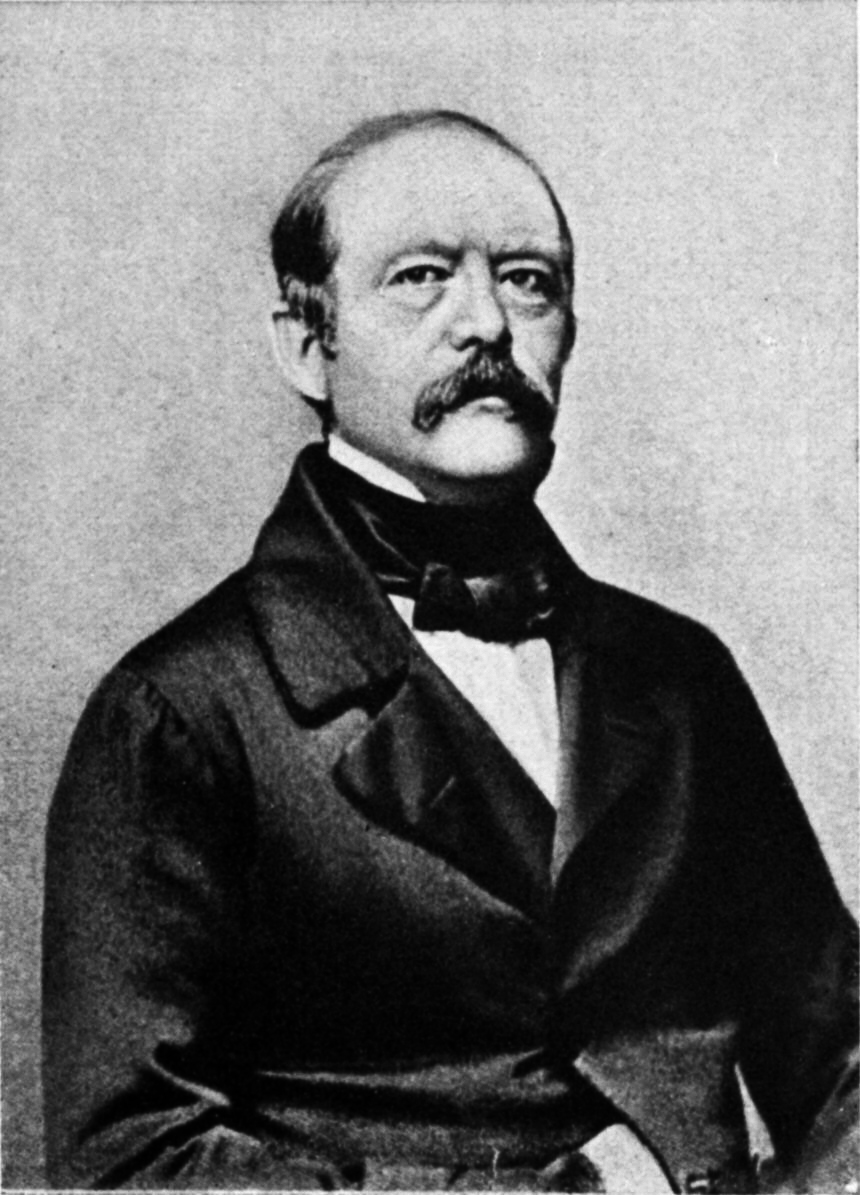
Il cancelliere Otto von Bismarck

Prima che fossero concluse le negoziazioni con l'Austria Bismarck voleva assicurarsi che la Francia ottenesse ciò che le spettava. Ma a Napoleone interessava che la Prussia trovasse una sua sistemazione nella misura in cui non danneggiasse gli interessi francesi. A ciò l'imperatore era disposto anche senza l'ottenimento di compensi immediati. Il 22 luglio acconsentì acché la Prussia acquisisse nuovi territori. L'atteggiamento irruente assunto dal ministro degli esteri francese Édouard Drouyn, il quale richiese alla Prussia consistenti indennizzi (la cessione di Assia e Baviera), senza ottenere alcun esito, vanificò la saggia politica di Napoleone volta a concedere l'attuazione delle annessioni. Drouyn venne quindi sollevato dall'incarico per volontà di un Napoleone allarmato e divenne capo della diplomazia francese Eugène Rouher, il quale intraprese una politica più accomodante verso Bismarck. Alla ricerca di un successo diplomatico, Rouher dichiarò che la Francia fosse disponibile ad una alleanza con la Prussia, in cambio della neutralità prussiana e del consenso alla acquisizione di Lussemburgo e Belgio. La sottoscrizione di un'alleanza con la Francia, tuttavia, era veramente l'unico passo che potesse nuocere agli interessi della Prussia, che in questo modo, oltre a subire l'ostilità inglese, si sarebbe attirata l'inimicizia della Russia venendo coinvolta senza alcun vantaggio nella questione polacca e nella controversia d'Oriente.
Verso la fine del 1866 l'opinione pubblica francese era contrariata alle notizie di un progressivo allargamento dei territori prussiani e mise Napoleone nella situazione di dover andare alla ricerca di un clamoroso successo diplomatico. Bismarck tuttavia non poteva concedere che il Lussemburgo passasse alla Francia provocando i malumori degli sciovinisti tedeschi. Nel 1867 i francesi (seguendo i consigli di Bismarck che li invitava ad essere "audaci" e a mettere "l'Europa e il re di Prussia di fronte al fatto compiuto") presero l'iniziativa per l'acquisizione del Lussemburgo, oggetto di contesa con la Prussia e la cui annessione era ritenuta un necessario successo per tenere a bada il dissenso nel paese, negoziandone la cessione con il re d'Olanda (il ducato era infatti sotto la sovranità olandese). Il rifiuto improvviso dell'Olanda e il ribollimento del sentimento nazionale nella Confederazione tedesca fecero arenare il piano francese. L'11 maggio 1867 una riunione delle grandi potenze a Londra definì i termini della neutralizzazione del Lussemburgo. Con quest'accordo il "sogno dell'amicizia franco tedesca fu infranto per sempre". Da quel momento in poi il conflitto tra le due potenze, fomentato dai rispettivi nazionalismi, sarebbe stato di anno in anno solo differito.

## Situazione internazionale

### Stati tedeschi

In rosso la Confederazione della Germania del Nord; in arancio gli stati a sud del fiume Meno, che sarebbero entrati a far parte della Germania unificata; in arancio più chiaro i territori annessi in seguito alla guerra del 1870-1871

Gli stati tedeschi esclusi dalla Confederazione della Germania del Nord mantennero un comportamento circospetto verso lo strapotere prussiano e quelli che apparivano progetti mirati ad ottenere l'unificazione della Germania sotto la sovranità della Prussia. Bismarck era impegnato a garantirsi il successo del processo di incorporazione delle conquiste a nord del Meno, ma stava cercando anche di stabilire dei legami più saldi con il sud della Germania. I principi tedeschi, in occasione della guerra contro la Francia, affermavano di poter garantire la difesa dei confini tedeschi al fianco della Prussia, ma insistevano nel sostenere la propria indipendenza e bloccarono qualsiasi tentativo di creare uno stato federale su cui avrebbe voluto dominare incontrastata Berlino. Visitando il Baden nel 1868, il comandante in capo dell'esercito prussiano Helmuth von Moltke, che sognava la nascita di un solo esercito tedesco, sostenne: "Questa gente deve capire che il loro futuro è nelle nostre mani e che siamo in grado di assicurare loro un gran bene o un gran male".
Bismarck aveva convinto Guglielmo, dopo la vittoria contro l'Austria nel 1866, a non proseguire per una annessione immediata del sud della Germania. Ad essa si sarebbe giunti in modo graduale. Nel 1867 il primo ministro prussiano aveva resi noti gli accordi segreti stretti con gli stati del sud per sollecitare il sentimento nazionale tedesco, senza ottenere i risultati sperati ed anzi sollevando la preoccupazione di chi riteneva che l'avvicinamento con la Prussia si stesse profilando troppo vincolante. Nel 1867, alla ricerca di un avvicinamento progressivo col sud della Germania, Bismarck propose una più vasta unione doganale tedesca, lo Zollparlament, nella quale sarebbero confluiti parlamentari eletti a suffragio universale di tutti gli stati tedeschi coinvolti, per spingere le nazioni meridionali verso una più stretta intesa con la Prussia. Ciò ebbe il risultato di aprire una crisi con la Francia che rischiò di far precipitare anticipatamente le due nazioni in una guerra.

### Russia

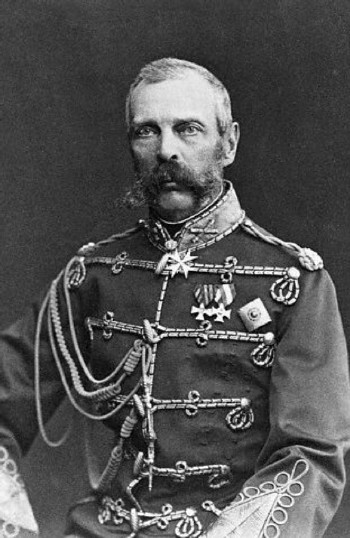
Lo Zar Alessandro II di Russia

La Russia fu motivo di serie tensioni che ebbero riverberi sul piano delle relazioni europee. Dopo il riacutizzarsi della questione polacca, con le sollevazioni dei rivoluzionari che costrinsero la Prussia a collaborare con i russi perché fossero sedate, la Francia nel 1863 aveva raffreddato i propri rapporti con lo Zar. Inghilterra e Austria intervennero contro la Russia, anche se non erano decisi a farlo militarmente e il 17 giugno inviarono l'ennesima nota di protesta. La questione d'Oriente era altrettanto delicata. Il trattato di Parigi del 1856 aveva sancito la smilitarizzazione del Mar Nero. La Russia spinse sempre acché le clausole della vittoria franco-inglese decadessero ed essa potesse ricominciare a mettere le mani su quanto le era stato sottratto dopo la guerra di Crimea.
Nel corso della guerra austro-prussiana, come in quella dello Schleswig, la Russia aveva mantenuto la propria neutralità perché riteneva che non potesse giungere alcun danno da un rafforzamento prussiano. Alessandro II non fece nulla per favorire la riconciliazione tra Austria e Prussia e da parte sua non venne alcun segnale di disapprovazione verso il comportamento prussiano. Bismarck, prima della guerra con la Francia, volle accertarsi che la Russia fosse disposta mantenersi neutrale e inviò Edwin von Manteuffel presso lo Zar allo scopo. I russi risposero che Bismarck poteva "assumere una linea ferma verso la Francia", in quanto avrebbero voluto avere libertà d'azione nei confronti dell'Austria. Nuovamente, tuttavia, le frizioni tra Russia e Francia, tornate a salire con il riesplodere della questione orientale a causa dall'insurrezione di Creta contro il governo osmanico, stavano determinando il futuro degli eventi per Bismarck. Se, infatti, era stata la questione polacca ad aprire smagliature nei rapporti tra Francia e Russia, ora a minare i tentativi di riavvicinamento tra queste c'era il problema cretese. La mancata alleanza fra le due nazioni avrebbe finito per determinare, come era già stato nel 1866, l'andamento della guerra tra francesi e prussiani a favore di questi ultimi. La Russia mantenne però alta la soglia dell'attenzione sull'eventualità del prospettarsi di una coalizione austro-francese in funzione antiprussiana e nel 1870 minacciò di scendere in guerra con la Prussia in caso di mobilitazione austriaca. Il timore principale da parte del cancelliere russo Gorčakov riguardava il pericolo di sollevazioni in Polonia come conseguenza della vittoria di una alleanza ai danni della Prussia.

### Gran Bretagna
La Gran Bretagna in occasione della seconda guerra dello Schleswig mantenne una condotta che talvolta apparve dare segnali di indecisione. La Gran Bretagna (che all'inizio delle tensioni intorno allo Schleswig-Holstein aveva dichiarato di poter scendere in guerra al fianco della Danimarca) non era danneggiata da un ingrandimento della Prussia, perché ad essa premeva tenere sotto controllo, più che gli stati mitteleuropei, le nazioni rivali come la Francia, che aveva garantito comunque la propria neutralità in caso di intervento inglese, e la Russia. Come la stessa Russia, la Gran Bretagna si trasse fuori dalle questioni europee tra il 1864 e il 1866.
La lotta per l'egemonia in Germania infatti si svolse senza alcuna interferenza da parte delle altre due potenze non tedesche. Ciò offrì mano libera a Bismarck di manovrare per conquistarsi con prepotente risolutezza il massimo posto di potere dapprima in Germania e successivamente in Europa. Gli inglesi, ad ogni modo, appagati dalle vittorie del liberalismo e del nazionalismo in Italia e Germania, consideravano la Francia e non la Prussia la maggiore minaccia per gli equilibri europei. Alla vigilia della guerra tra Napoleone e Bismarck l'opinione pubblica inglese era orientata verso l'idea di non scegliere con quale dei due schierarsi. La Gran Bretagna, dopo il peggioramento delle relazioni con la Francia a seguito delle richieste territoriali francesi nel 1866 e la crisi del Lussemburgo dell'anno successivo, si allontanò definitivamente da Napoleone nel 1869, quando l'acquisto da parte di una compagnia francese di una ferrovia belga sembrò preludere a un piano di annessione del Belgio al secondo impero.

### Austria

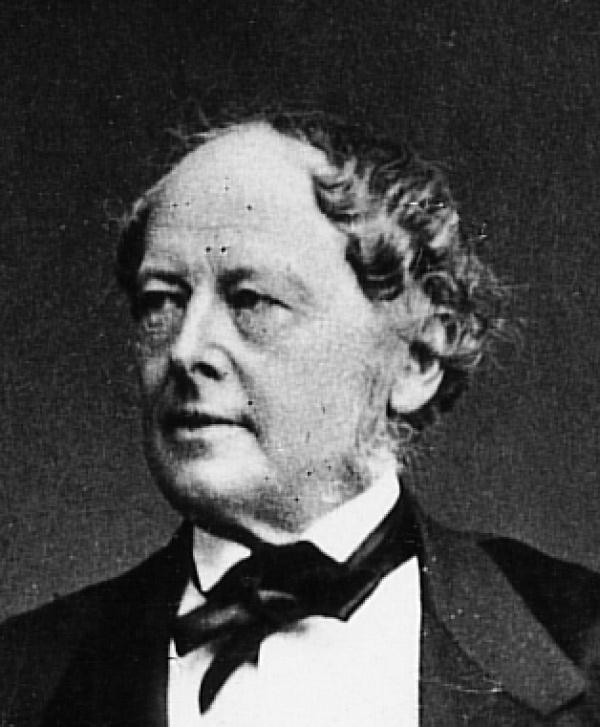
Il cancelliere austriaco, già primo ministro di Sassonia, Friedrich Ferdinand von Beust

Nel 1866 i tentativi di aprire un congresso per risolvere le dispute europee fallirono. L'Austria provocata oltre ogni limite dalla Prussia, si risolse ad imboccare la via senza ritorno della guerra e aprì le ostilità contro Bismarck. Il conflitto fu breve e incredibilmente decisivo. L'Austria veniva estromessa irreparabilmente dagli affari tedeschi e la Confederazione tedesca crollò in un sol colpo. Bismarck tuttavia non agitò il coltello nella piaga e si limitò a proporre un accordo all'Austria più generoso di quello che si sarebbe potuto avanzare.
Nell'ottobre del 1866 fu nominato ministro agli affari esteri austriaco Friedrich Ferdinand von Beust, principale oppositore alla politica di Bismarck in Germania. Scegliendo Beust, l'Austria faceva comprendere che avrebbe cercato in tutti i modi di conquistarsi la vendetta sulla Prussia. L'alleanza con la Francia doveva essere il primo passo verso il recupero dell'influenza perduta sugli stati tedeschi. L'Austria, con la sua precaria situazione economica, i suoi problemi interni ed esteri e l'incapacità di spingere la Francia ad una complicità offensiva contro la Prussia, non sarebbe tuttavia stata in grado di costituire in futuro un rilevante pericolo per Bismarck. Nell'estate del 1868 furono avviati dei colloqui per addivenire ad un'intesa tra i due paesi. Ai primi di dicembre l'accordo sembrò raggiunto: l'Austria-Ungheria si sarebbe unita ad una guerra sul Reno o nel vicino Oriente. Le trattative tuttavia si arenarono nuovamente.
Alla fine cominciò a prendere forma quella che sarebbe dovuta diventare una "Triplice Alleanza" tra Francia, Austria-Ungheria e Italia. Quest'ultima si inserì nel gioco proponendo la propria neutralità in cambio del Tirolo da parte dell'Austria. L'alleanza andò nuovamente in fumo quando l'Austria temette che quella neutralità che aveva promesso in caso di guerra tra Francia e Prussia si potesse trasformare in intervento di fatto al fianco di Napoleone. Vittorio Emanuele II, vedendo allontanarsi l'intesa tra Beust e Rouher, pose come condizione per la sua partecipazione all'accordo il ritiro delle truppe francesi da Roma (questione di Roma). Tale limitazione poté solo essere respinta da Napoleone III.

## Crisi internazionali

### La crisi del Lussemburgo
Il tentativo di un'intesa franco-russa intrapreso nei primi mesi del 1867 fu il più serio compiuto tra il 1857 e il 1891, anno della duplice intesa franco-russa. Quando però all'inizio di aprile del 1867 la crisi del Lussemburgo scoppiò non era stato concluso ancora alcun accordo. I francesi, dopo aver ottenuto il consenso alla cessione del Lussemburgo dal re d'Olanda, si trovarono davanti a un improvviso dietrofront da parte del sovrano, il quale sostenne di avere necessità dell'adesione prussiana all'accordo.
Il Lussemburgo, già oggetto di richieste da parte del ministro degli esteri Rouher, era stato membro della Confederazione germanica, sebbene sotto il dominio della monarchia olandese. Esso rappresentava un'importante fortezza federale ed era occupato da soldati prussiani. Essendo rimasto neutrale nel 1866, non poté rientrare nella Confederazione nordgermanica dopo la vittoria prussiana. Malgrado possedesse ricchezze, l'ottenimento della fortezza costituiva, più di ogni cosa, una questione di prestigio per la Francia. Le richieste francesi, nondimeno, incontrarono la forte ostilità del sentimento nazionale tedesco, il cui consenso rappresentava per Bismarck l'elemento decisivo del trasferimento del ducato per quanto riguardava la posizione prussiana.
Durante la crisi il cancelliere non si impegnò nella direzione di mettere la Francia dalla parte del torto e di calcare la mano, ma cercò una soluzione pacifica. I francesi, allora, puntarono a sottoscrivere una alleanza con l'Austria promettendole di riconquistarsi la posizione perduta nel 1866: il cancelliere von Beust rifiutò la proposta anteponendo la risoluzione della questione del vicino oriente. I russi si erano dimostrati accondiscendenti alle istanze francesi, ma non era detto che fossero disposti alla guerra. Essi fecero sostanzialmente il doppio gioco perché all'inizio della crisi proposero anche alla Prussia di intervenire per ostacolare una alleanza tra Francia e Austria.
Le nazioni europee, anche al fine di evitare di consegnare eccessivo potere alla Russia nell'intenzione di assicurarsene l'appoggio, preferirono ai patti segreti il raggiungimento di un accordo plurale fatto alla luce del sole, così l'11 maggio venne convocata nella capitale inglese una conferenza delle grandi potenze. A Londra venne imposto lo smantellamento della guarnigione della rocca e fu deciso che il Lussemburgo rimanesse un luogo svincolato da pretese di sorta da parte di qualsivoglia potenza. La speranza di Napoleone di ottenere quantomeno un arrotondamento simbolico per una questione di onore agli occhi del resto d'Europa e soprattutto del popolo francese, era definitivamente sfumata. Da quel momento le relazioni con Bismarck andarono incontro ad una drammatica esacerbazione.

### La crisi Hohenzollern e il dispaccio di Ems
All'indomani del sovvertimento del regno di Isabella II a seguito della rivoluzione del settembre 1868, fu proposta la candidatura al trono spagnolo di un esponente della famiglia Hohenzollern, Leopoldo di Hohenzollern-Sigmaringen. La Francia si oppose con vigore alla proposta Sigmaringen, decisa ad impedire che si potesse realizzare un nuovo accerchiamento dei territori francesi, nelle stesse forme di quello realizzatosi tre secoli prima al tempo dell'impero di Carlo V. Nel maggio del 1870 Bismarck cominciò a fare pressioni sul padre di Leopoldo, Carlo Antonio di Hohenzollern-Sigmaringen, per spingere il figlio ad accettare la candidatura, che venne poi ufficializzata due settimane dopo. Il cancelliere stava preparando la trappola in cui far cadere Napoleone III.
Il ministro degli esteri Gramont, che Bismarck definiva "l'uomo più stupido d'Europa", il 5 luglio dichiarò che l'impero non poteva accettare il fatto che "una potenza straniera insedi sul trono di Carlo V uno dei loro principi, minacciando di compromettere gli interessi e il prestigio della Francia". Tali dichiarazioni furono accolte come avvisaglie esplicite di un avvicinarsi dell'apertura delle ostilità. Bismarck avrebbe potuto e dovuto a quel punto mobilitare l'esercito, ma la riluttanza di Guglielmo I e i piedi di piombo dei Sigmaringen costituivano, per il momento, un ostacolo alla guerra.

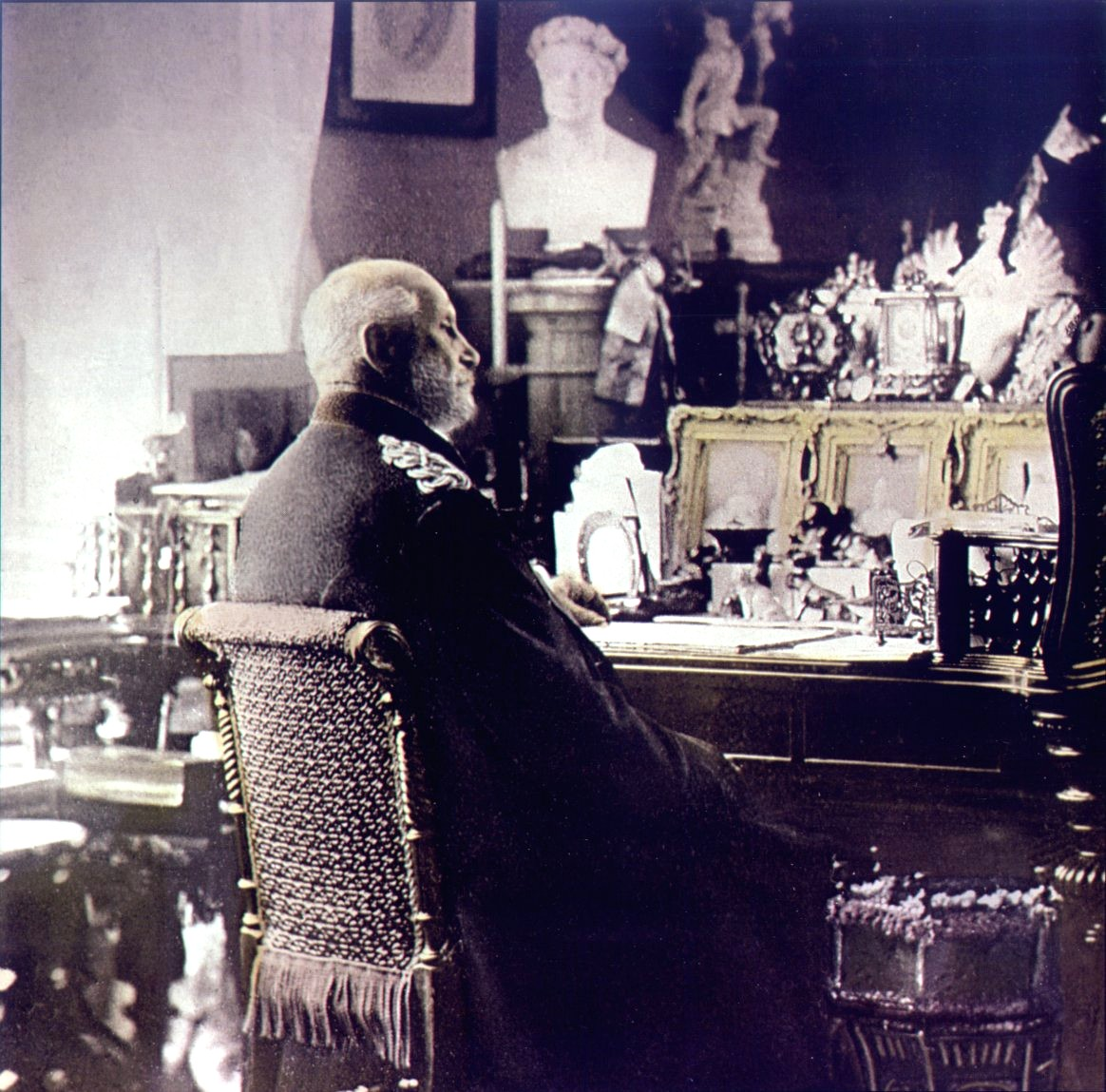
Guglielmo I alla sua scrivania

Nonostante fosse giunto il no definitivo degli Hohenzollern-Sigmaringen alla candidatura, mentre si trovava nella località termale di Ems (vicino a Coblenza), Guglielmo I fu raggiunto da un emissario di Napoleone III, il conte Vincent Benedetti, il quale gli consegnò un documento contenente un aut aut che lo obbligava, con la minaccia di aprire un conflitto, a presentare le scuse ufficiali per la candidatura avanzata da parte del parente Leopoldo, oppure a promettere che mai più in futuro si sarebbe potuta ripetere la candidatura di un Hohenzollern al trono di Spagna. Il sovrano, discutendo con Benedetti sul viale che portava alla fonte termale di Ems, il 13 luglio rispose riaffermando il ritiro della candidatura di Leopoldo, ma rifiutandosi di offrire altre forme di rassicurazioni. Incaricò quindi il suo aiutante di campo di riferire a Benedetti che per lui la questione era risolta e che non avrebbe avuto più colloqui con l'ambasciatore. Il resoconto dell'incontro fu inviato a Berlino, dove si trovava il cancelliere, al quale non era stato possibile raggiungere il re.

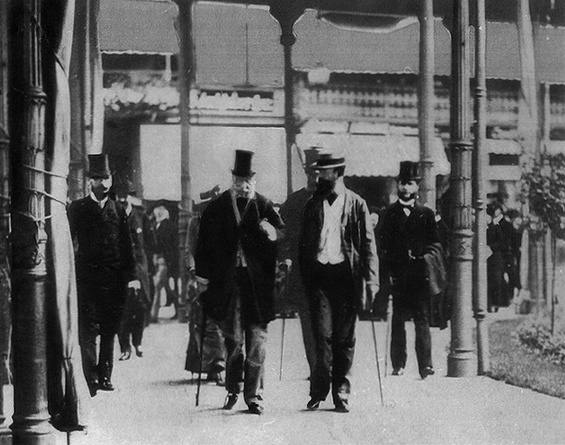
Re Guglielmo I (a sinistra) e il conte Benedetti ad Ems

Bismarck, essendo venuto a conoscenza del contenuto del telegramma, dopo aver chiesto parere al capo dello Stato Maggiore generale tedesco von Moltke sullo stato di preparazione delle forze armate tedesche ed aver avuto rassicurazioni sul fatto che alla Prussia convenisse uno scoppio immediato della guerra, modificò ad arte il dispaccio da consegnare alla stampa, facendo apparire il tono delle dichiarazioni di Guglielmo nei confronti dell'ambasciatore come provocatorio verso i francesi. Il testo del telegramma, intitolato "dispaccio di Ems", affermava:
Il documento rilasciato alla stampa apparve sui giornali berlinesi già il pomeriggio del 13 luglio. Il 14, festa nazionale in Francia, mentre si svolgeva la parata militare nel centro di Parigi, il contenuto del telegramma diveniva di pubblico dominio in tutta Europa. La notizia dell'incontro con l'ambasciatore raggiunse immediatamente l'opinione pubblica, che riconobbe nelle parole del re intenzioni malevole volte a offendere e umiliare la Francia. Il dispaccio fu interpretato dallo stesso governo parigino come una grave offesa. Il ministro Gramont riferì a Émile Ollivier che il trattamento riservato dal re Guglielmo a Benedetti costituiva un insulto che la Francia non avrebbe tollerato.
Il 19 luglio 1870 la dichiarazione di guerra francese venne consegnata a Berlino, dando inizio alla guerra franco-prussiana. Bismarck era riuscito nell'intento di provocare la reazione francese e far apparire la Prussia come aggredita e la Francia come principale responsabile del conflitto. Aveva saputo porre la Prussia al riparo da possibili denunce di scorrettezza, come già aveva fatto nel 1864, quando dichiarò di agire contro la Danimarca in virtù delle clausole di Londra e nel 1866, quando l'ordine della mobilitazione prussiana era giunto solo dopo che era scattato quello austriaco delle armate meridionali. Come conseguenza della dichiarazione di guerra di Napoleone, gli stati tedeschi del sud, la Baviera, il Württemberg e il Baden si unirono insieme alla Confederazione Tedesca del Nord contro il nemico comune francese.